# Marcel Molinès
Marcel Molinès (Chibli, Argelia, 22 de diciembre de 1928 - 1 de julio de 2011) fue un ciclista argelino profesional entre 1949 y 1954.
Su éxito deportivo más importante fue la victoria en una etapa del Tour de Francia en 1950, convirtiéndose así en el primer africano en conseguirlo. Curiosamente, el día siguiente otro africano, el marroquí Custodio Dos Reis, consiguió otra victoria de etapa en el Tour.

## El Tour de 1950
En el Tour de 1950 tomó parte en un equipo formado íntegramente por ciclistas norte-africanos. Ese verano fue extremadamente caluroso y durante la 13.ª etapa, entre Perpiñán y Nimes, el calor era tan asfixiante que muchos ciclistas se veían obligados a pararse a la orilla del mar para refrescarse. El fuerte calor no afectaba a todos los ciclistas por igual, ya que él y su compañero de equipo Abdel-Kader Zaaf, más acostumbrados al calor de África, protagonizaron una larga escapada en la que consiguieron más de 16 minutos de ventaja sobre el gran grupo.
La diferencia era tan grande que habría permitido a Zaaf convertirse en el nuevo líder, pero a falta de 15 km, sediento, agarró un bidón que le ofreció un espectador. El bidón resultó ser de vino y como consecuencia Zaaf quedó un poco desorientado, reiniciando la carrera en dirección contraria y finalmente quedándose dormido al borde de la carretera. Como resultado de este incidente el ciclista se vio obligado a abandonar el Tour.
Por el contrario, Molinès continuó en solitario, consiguiendo llegar a Nimes con más de 4 minutos de ventaja sobre el gran grupo, convirtiéndose así en el primer ciclista africano en ganar una etapa del Tour de Francia.

## Palmarés
1950
- 1 etapa del Tour de Francia

### Resultados en elTour de Francia
- 1950: Abandona en la 18.ª etapa. Vencedor de una etapa.

## Equipos
- Peugeot-Dunlop (1949)
- Dilecta-Wolber (1950)
- Dilecta-De Dion Bouton (1951)
- Dilecta-Wolber (1952)
- La Perle-Hutchinson (1953)